# Ryan Malloy
Ryan Malloy, es un personaje ficticio de la serie de televisión británica EastEnders, interpretado por el actor Neil McDermott desde el 28 de abril de 2009, hasta el 26 de agosto de 2011. El 2 de septiembre de 2014 Neil regresó a la serie. El 22 de enero del 2016 Neil regresó nuevamente y se fue nuevamente el 11 de febrero del 2016. Neil apareció una vez más brevemente el 20 de septiembre del 2016.
A finales de octubre del 2016 se anunció que Neil regresaría a la serie el 4 de noviembre del mismo año.

## Biografía
En diciembre del 2010 Stacey decidió irse junto con Lily después de que Janine Butcher la acusara de intentar matarla, inmediatamente Ryan ayudó a Stacey a irse y cuando descubrió que Janine se había acuchillado a sí misma para incriminar a Stacey, la visitó en el hospital, le dijo que por su culpa había perdido a la mujer que amaba y a su hija y le desconecto los tubos con el fin de matarla, sin embargo fue encontrada y se recuperó; la partida de Stacey y Lily dejó destrozado a Ryan. 
Ryan se fue de Walford en agosto del 2011 para huir de la policía después de que se enfrentara a Rob Grayson, el ex-novio de su hermana, quien la explotaba sexualmente y terminará matándolo.
El 22 de enero del 2016 Ryan regresó a Walford para cuidar de su hija Lily, luego de que Stacey fuera internada.